# Гусейн II (дей Алжиру)
Гусейн II Ходжа (араб. حسين الثاني خوجة; д/н —1707) — 8-й дей Алжиру в 1705—1707 роках.

## Життєпис
Ймовірно, був турком, одним з яничар. У лютому 1705 року внаслідок повалення дея Мустафи I здобув владу в Алжирі.
Прагнув узяти реванш за невдачу попередника в Тунісі. Невдовзі звільнив бея Ібрагіма Шеріфа, давши тому загін для відновлення влади в Тунісі (в обмін на 150 тис. піастрів), де на той час отаборився Аль-Хусейн I. Проте Ібрагім потрапив у засідку й загинув. 
Гусейна II повалили невдоволені вояки через несплати грошей, причиною чого були фінансові труднощі, викликані невдалими туніськими кампаніями. Новим деєм було обрано Мухаммада Бекташа.